# Museu Campos Sales
O Museu Campos Sales é um museu localizado no município de Campinas, que reúne documentos, fotografias, textos, entre outros objetos, referentes ao trabalho e a vida de Manuel Ferraz de Campos Sales, presidente do Brasil entre 1898 e 1902. O museu se localiza no mesmo prédio onde estão a Pinacoteca do Centro de Ciências, Letras e Artes e o Museu Carlos Gomes.

## Acervo
- Objetos pessoais;
- Quadro a óleo feita por Fernando Piendereck;
- Bustos de bronze e de gesso;
- Hemeroteca;
- Mensagem do imperador chinês Guangxu, com detalhes artísticos;
- Volume sobre a história da Dinastia Romanov, presenteado pelo czar Nicolau II da Rússia;
- Cópia do tratado que definiu os limites da fronteira Brasil-Bolívia.

## Ligação externa
- «Sítio oficial»